# Pfarrkirche Ingolsthal

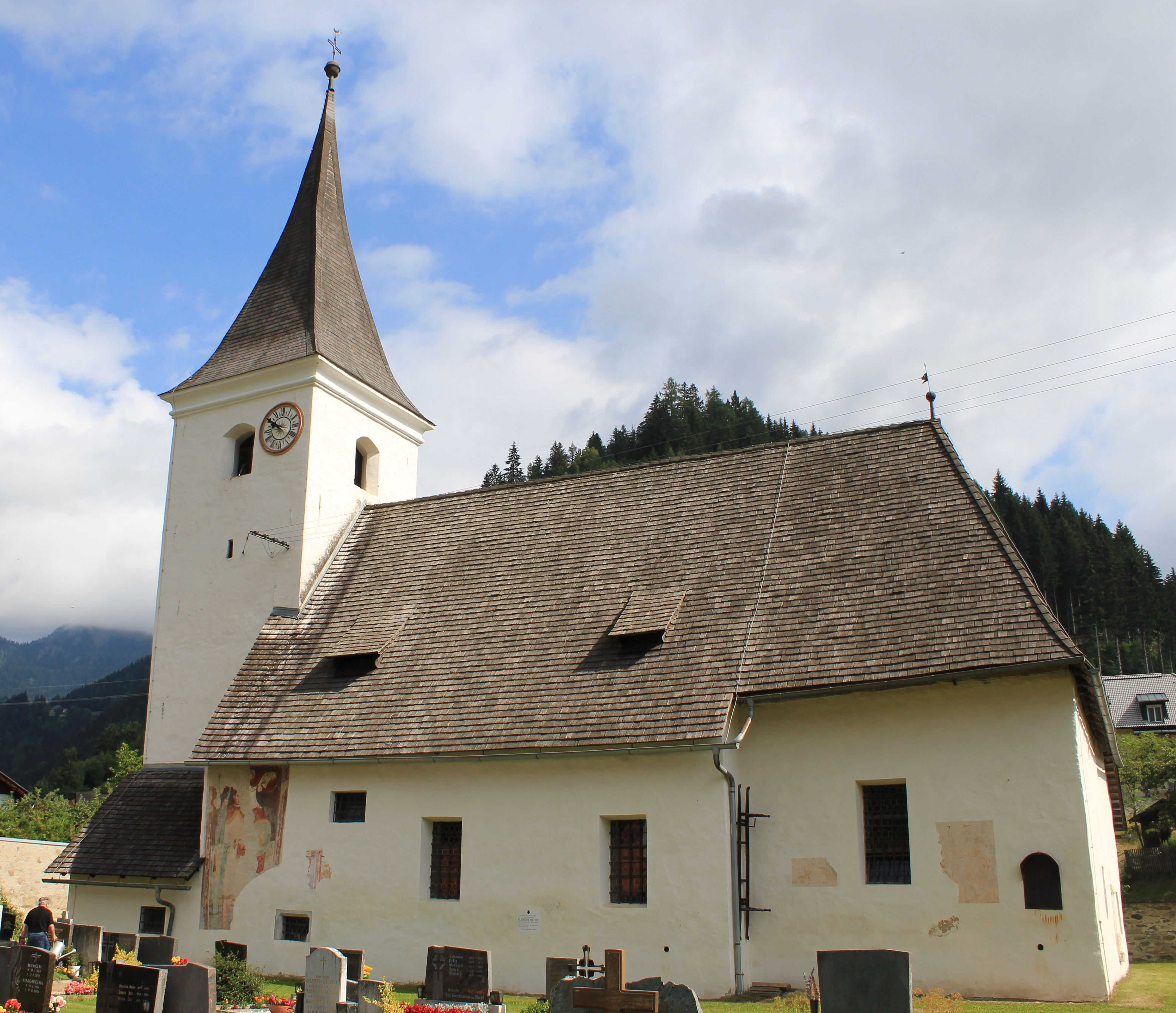
Außenansicht

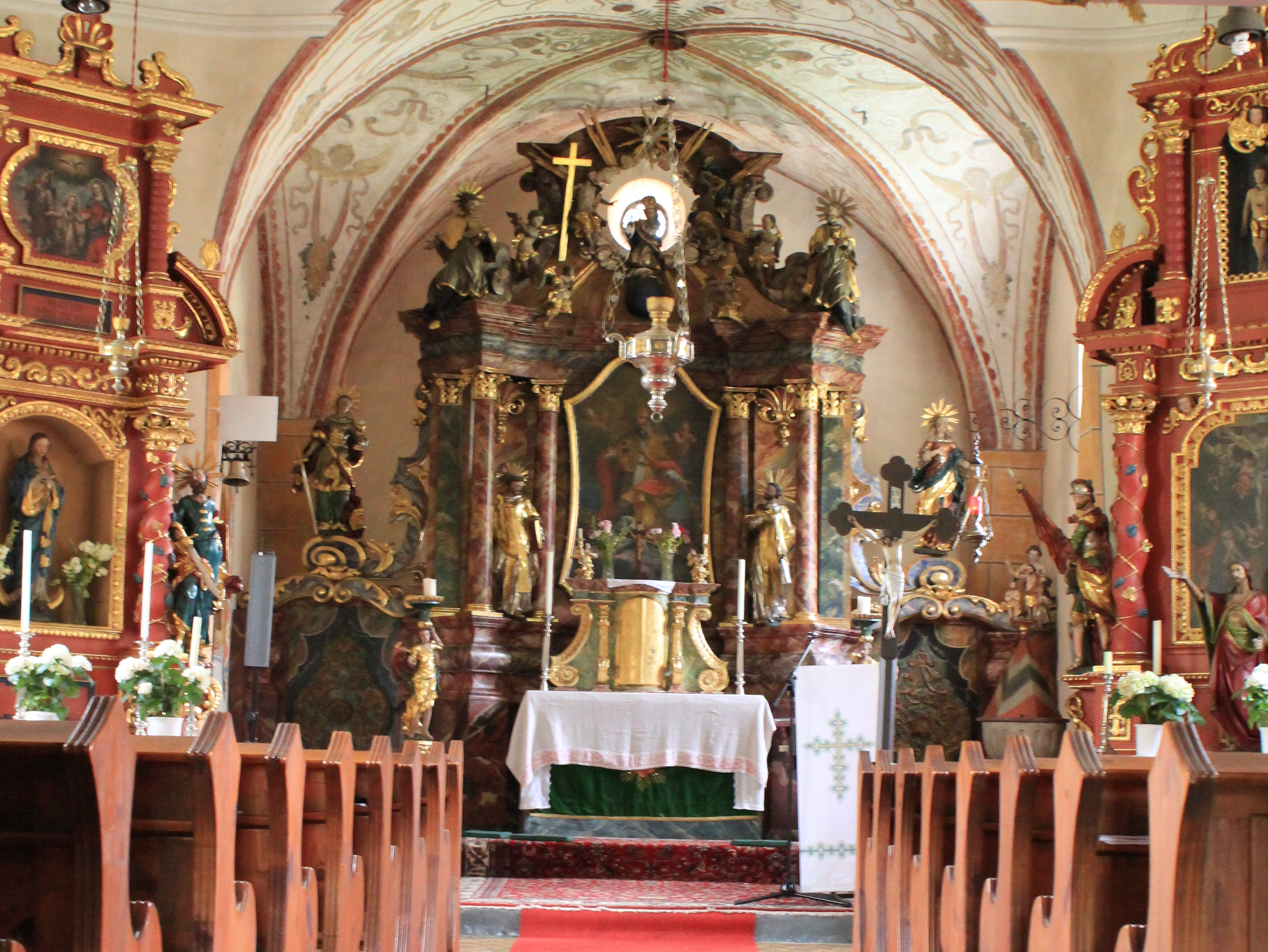
Innenansicht

Die römisch-katholische Pfarrkirche Ingolsthal steht in einem Seitental des Metnitztales in der Ortschaft Ingolsthal der Gemeinde Friesach. Sie ist dem heiligen Gotthard geweiht und wurde erstmals 1169 als Filiale von Feistritz ob Grades genannt. Seit 1531 ist Ingolsthal eine eigenständige Pfarre. Das Kirchengebäude steht unter Denkmalschutz (Listeneintrag).

## Baubeschreibung
Das Gotteshaus ist ein romanischer Bau mit einem eingezogenen, quadratischen Vorhallenturm. Der Turm hat flachbogige Schallöffnungen und einen geschweiften Pyramidenhelm. In den Langhausmauern und im Chor ist Opus spicatum erhalten. Das Fresko des heiligen Christophorus an der Langhaus-Südseite stammt vom Anfang des 16. Jahrhunderts. Weitere Fresken sind nur noch als Reste vorhanden.

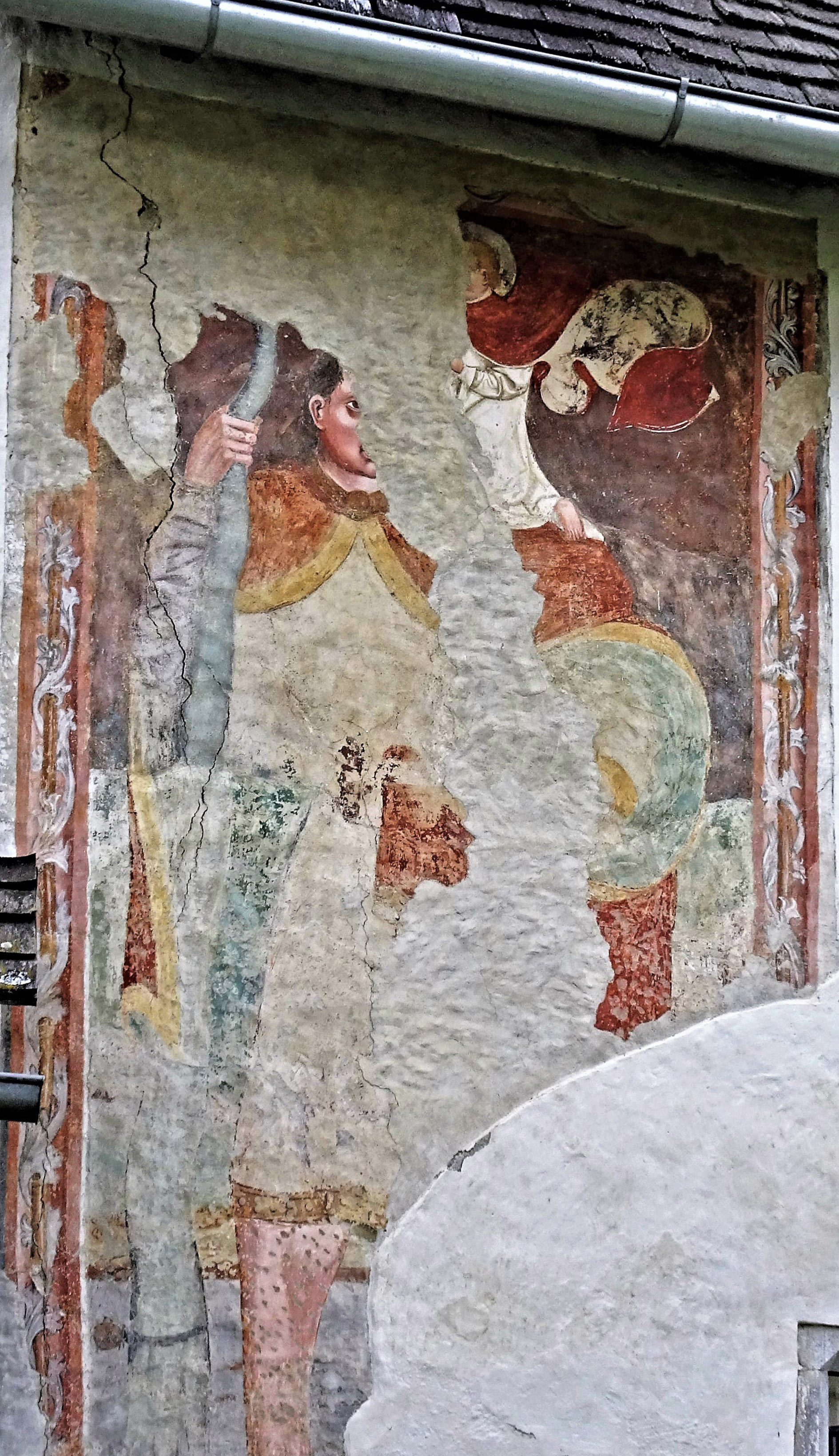
Christophorus-Fresko
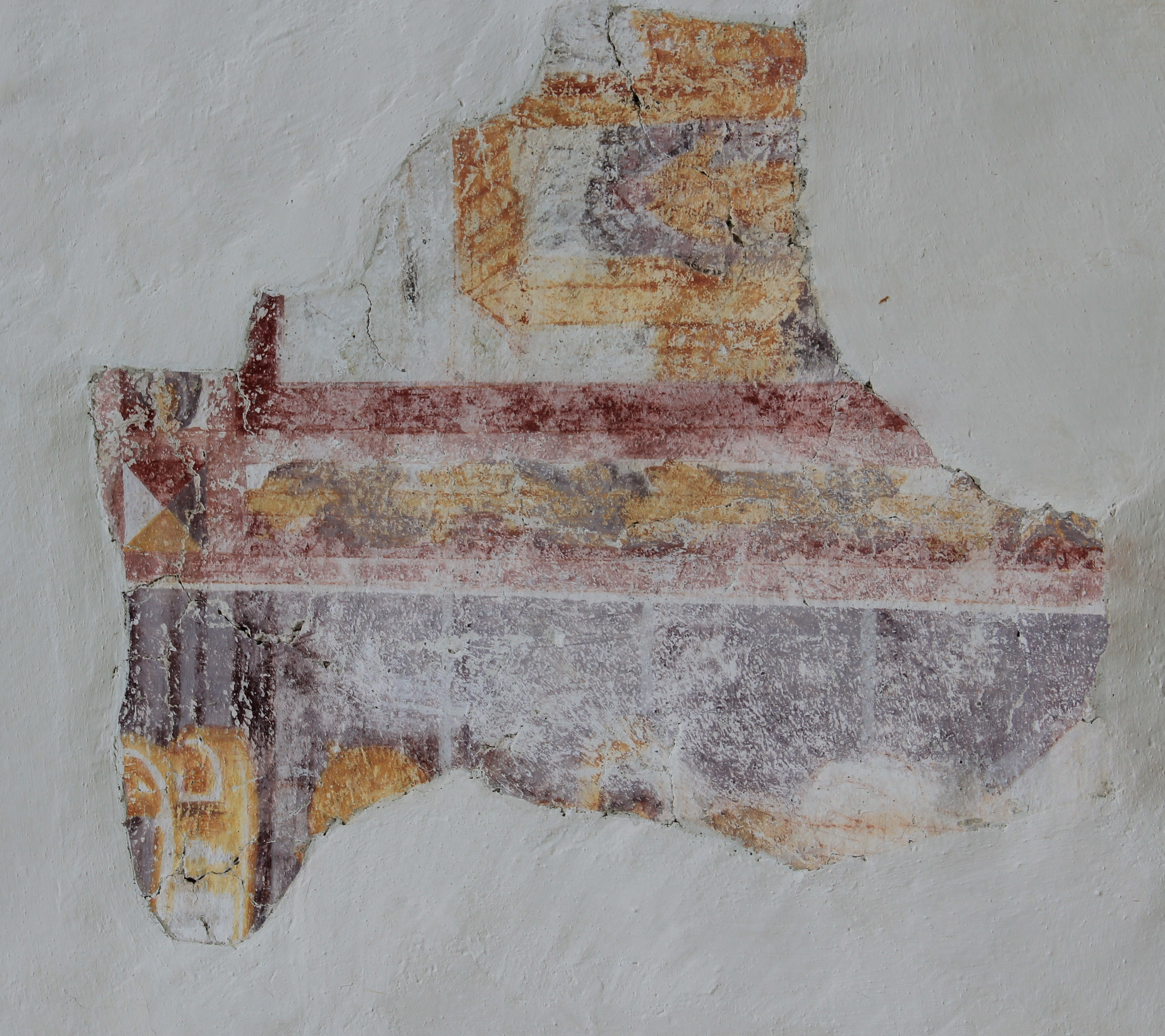
Freskorest

Im flachgedeckten Langhaus steht eine hölzerne Orgelempore.  Die Fensteröffnungen wurden im Barock verändert. Der einjochige Chor hat ein  Kreuzgratgewölbe. Ein spätgotisches Portal führt in die Sakristei. Die spätgotische Sakramentsnische hat eine gemalte Umrahmung.
Das Medaillon im Langhaus mit der Verkündigung und den Evangelistensymbole in einem Stuckrahmen wurde 1750 von Johann Ferdinand Fromiller gemalt. Die ornamentale Deckenmalerei im Chor entstand 1594. Das Freskenfragment des heiligen Judas Thaddäus stammt aus dem ersten Viertel des 16. Jahrhunderts.

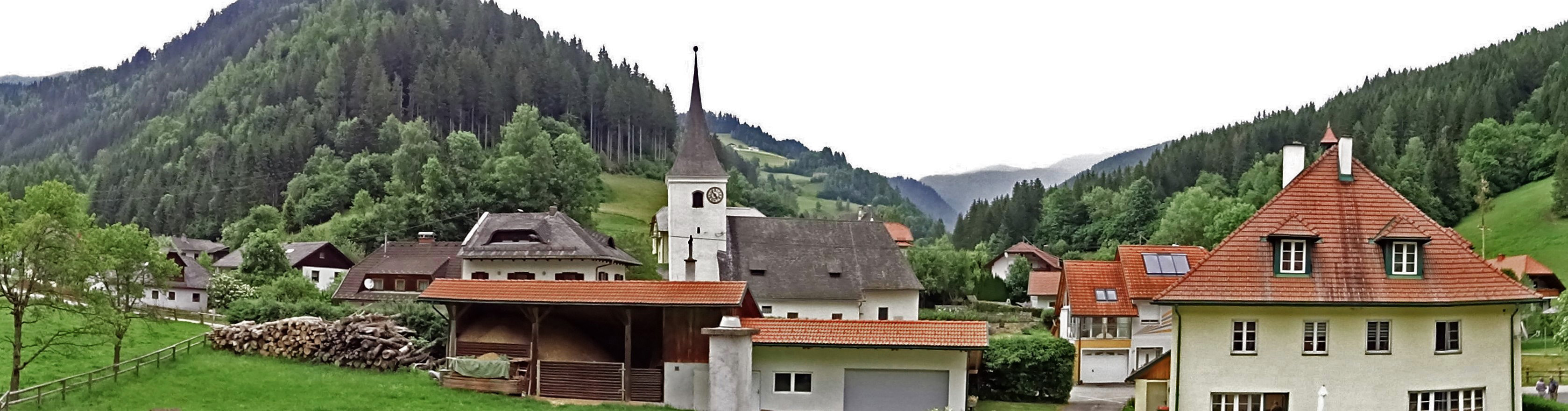
Die Ortschaft Ingolsthal

## Einrichtung
Das Mittelbild des um 1725 gebauten Hochaltars zeigt den heiligen Gotthard. Zwischen den Säulen stehen die Figuren zweier Ordensheiliger, über den Opfergangsportalen die der Heiligen Barbara und Katharina. Den Aufsatz bildet eine Dreifaltigkeitsgruppe und eine 1971 geschnitzte Marienstatue. Auf den seitlichen Postamenten sind die Figuren der Heiligen Johann Nepomuk und Franz Xaver zu sehen.
Die beiden Seitenaltäre mit Schraubensäulen und Knorpelwerk entstanden um 1670. Der linke Seitenaltar trägt eine Marienstatue, die flankiert ist von den Figuren ihrer Eltern Anna und Joachim. Im Aufsatzbild ist der Heilige Wandel zu sehen. Das Altarblatt des rechten Seitenaltars zeigt die Kreuzigung. Im Aufsatz steht die Statue des heiligen Sebastian. Die Seitenstatuen der Heiligen Florian und Donatus wurden wohl um 1760 von Johann Nischlwitzer gefertigt. 
Die Kanzel wurde 1758 von Johann Nischlwitzer gefertigt und 1762 von den Erben Joseph Ferdinand Fromillers gefasst. Das Relief der Taufe Jesu am Kanzelkorb wird von den Figuren Mose und Zacharias flankiert. Die Relieffigur an der Kanzelrückwand stellt den Apostel Paulus dar, die Figuren am Schalldeckel die christlichen Tugenden Glaube und Hoffnung dar. Der Taufstein aus der ersten Hälfte des 16. Jahrhunderts wurde auf einen barocken Fuß gesetzt. Das spätgotische Kruzifix entstand um 1500.